# Ганс Георг Фрідріх Гросс
Ганс Георг Фрідріх Гросс (нім. Hans Georg Friedrich Groß; 4 травня 1860, Шамотули — 27 лютого 1924, Берлін) — генерал-майор в армії Пруссії, аеронавт і конструктор дирижаблів. Учасник Берлінських наукових польотів на повітряних кулях, спроектував й створив повітряні кулі «Гумбольдт» і «Фенікс». В 1908 році був одним з конструкторів дирижабля типу Гросс-Базенах.

## Життєпис

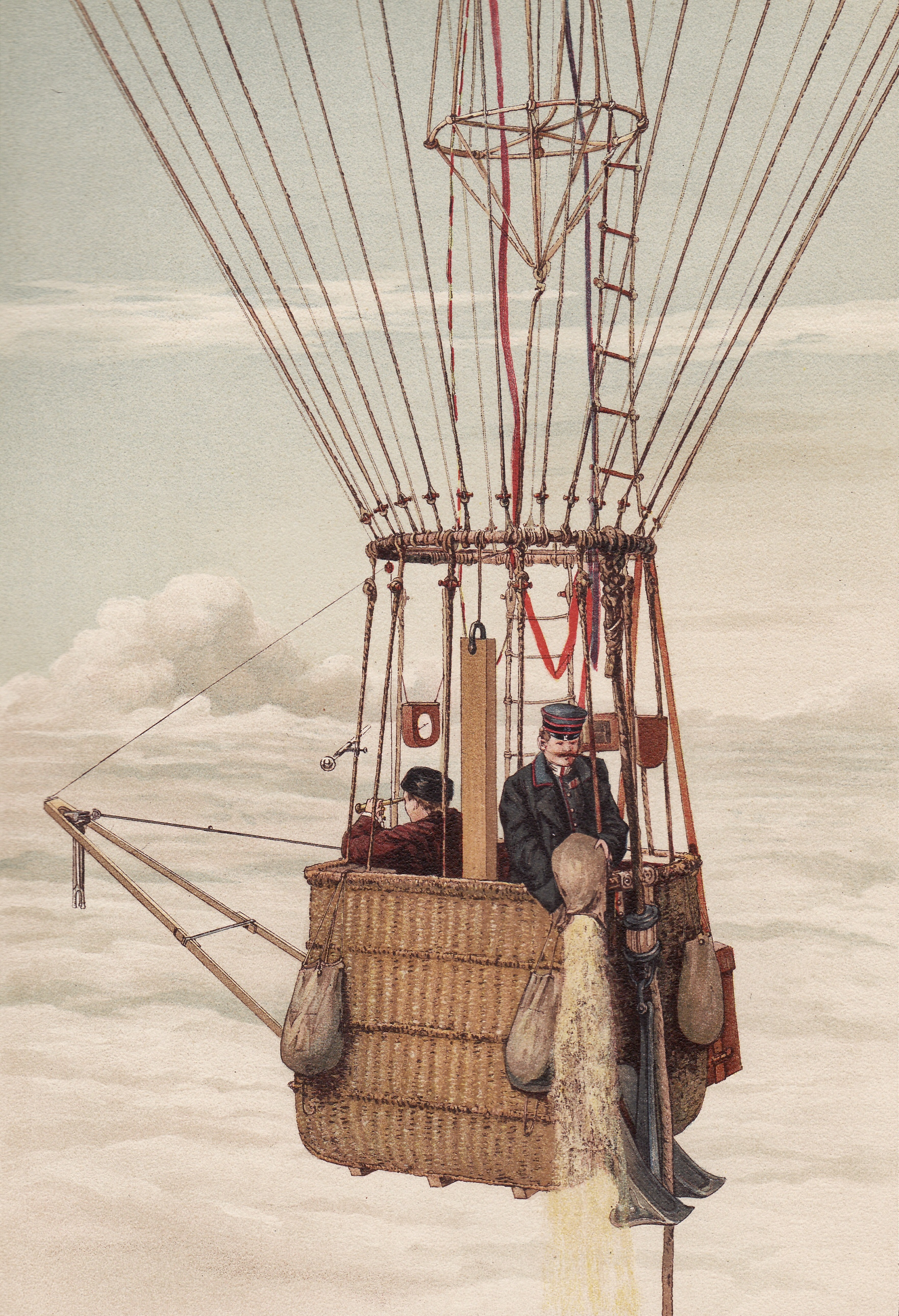
Ганс Гросс і Артур Берсон здійснюють політ на повітряній кулі Фенікс, 1894 рік

Ганс Гросс народився 4 травня 1860 року в польському містечку Шамотули. Його батько Оскар Гросс народився в Берліні, а матір Наталі Клара Гросс (Seger) походила з міста Познань.
13 вересня 1882 року Гросс отримав звання лейтенанта в інженерному корпусі прусської армії . В 1886 році його перевели
у відділ дирижаблів, який був створений двома роками раніше. Тут лейтенант Гросс вперше познайомився з польотами на повітряних кулях і в тому ж 1886 році він приєднався до німецької Асоціації розвитку аеронавтики і згодом став її почесним членом . У 1888 році Гросс був нагороджений орденом Франца Йосифа за заслуги у підготовці австрійських військових аеронавтів.
У 1890-х роках Гросс взяв участь в Берлінських наукових польотах на повітряних кулях, яку асоціація організувала за ініціативою метеоролога Ріхарда Асманна. Гросс взяв участь в 28 наукових польотах.
В 1891 році він допоміг Ріхарду Асманну обладнати і підготувати до перших наукових польотів повітряну кулю «M.W.». В 1893 році Гросс став головним конструктором повітряної кулі «Гумбольдт», на якій було здійснено шість наукових польотів. 26 квітня 1893 року після приземлення біля монастиря в Генрикуві наповнений воднем «Гумбольдт» вибухнув і згорів через електростатичний розряд. Вже через декілька місяців Гросс спроектував і створив нову повітряну кулю «Фенікс». Також, він придумав і встановив на кулю спеціальний витяжний строп, який дозволяв пілоту досить легко й швидко здувати повітряну кулю одразу після її приземлення і уникнути небезпечної ситуації в яку раніше потрапив «Гумбольдт».
Свої польоти Гросс здійснював з відомими німецькими науковцями, серед яких найчастіше з Артуром Берсоном і Райнхардом Зюрінгом. 11 травня 1893 року Гросс разом з Артуром Берсоном здійснив політ на «Феніксі» в присутності кайзера Вільгельма II і досяг висоти 7930 метрів. На той момент цей політ став рекордним в Німеччині, адже жоден німець ще не досягав такої висоти. Пізніше, 4 грудня 1894 року Артур Берсон здійснив одиночний політ на «Феніксі» і встановив новий рекорд висоти 9155 метрів.

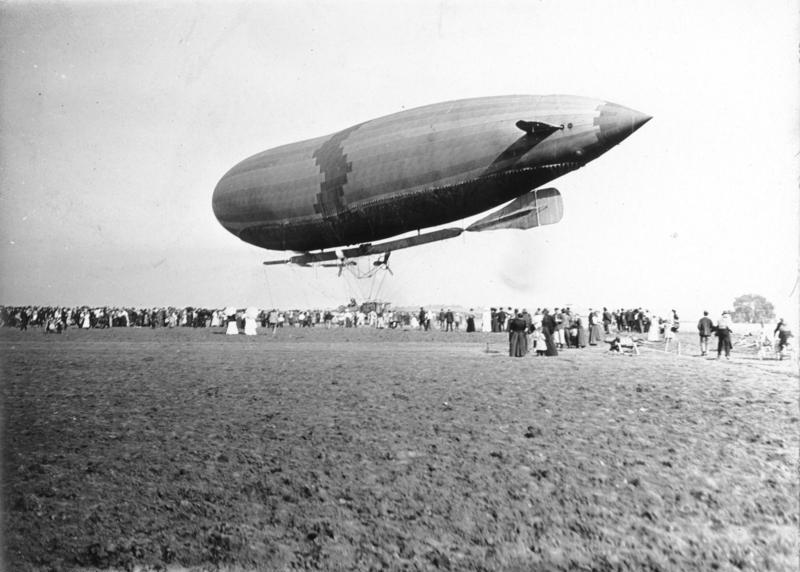
Дирижабль «M-IV» Гросса-Базенаха, 1913 рік

До 1904 року Гросс здійснив 175 польотів на повітряних кулях, більше, ніж будь-який інший німецький аеронавт до нього. Згодом він отримав військове звання майора і захопився дирижаблями — новими літальними апаратами, які якраз набирали популярність в Європі і світі. Ще в 1895—1896 роках він підтримував ідею Девіда Шварца, який розробляв свій суцільнометалевий дирижабль.
В 1906 році Гросс став військовим командиром батальйону дирижаблів № 2. Згодом, він вирішив створити власний дирижабль для військових цілей. Разом зі старшим інженером Ніколаусом Базенахом (1875—1951) він сконструював перший німецький військовий напівжорсткий дирижабль типу Гросс-Базенах.
Перший прототип дирижабля типу Гросс-Базенах був побудований в 1908 році. До 1913 року було побудовано ще чотири дирижаблі «Military Large Basenach» (від «M-I» до «M-IV»).
«M-I» здійснив свій перший політ 30 червня 1908 року. 11 і 12 вересня 1908 року він подолав відстань в 300 км, більше, ніж будь-який інший дирижабль до нього. В 1910 році «M-IІІ» був найшвидшим дирижаблем свого часу і досягав швидкості польоту 59 км/год. В 1913 році «M-IV» під час свого польоту досяг швидкості 82 км/год.
Гросс також працював військовим інструктором у Військово-технічній академії та експертом військового міністерства Пруссії. Він вважався одним із найсуворіших критиків конструкції жорсткого дирижабля Цепеліна. В одній з своїх лекцій Гросс припустив, що граф Цепелін вкрав ідею свого жорсткого дирижабля в Девіда Шварца, що дуже образило графа і він навіть викликав Гросса на дуель. Проте, ця дуель так і не відбулась через заборону від німецького кайзера.
Наприкінці 1913 року Гросс отримав звання підполковника і був призначеним інспектором телеграфних військ у Карлсруе. Цю посаду він обіймав і після початку Першої світової війни. Пізніше, Гросс служив генералом розвідки в 1-шій німецькій армії на Західному фронті. З 9 серпня 1918 року він став генерал-майором і начальником армійської польової телеграфії. Після закінчення війни Гросс звільнився з військової служби. 27 лютого 1924 року він помер в Берліні. В його честь названо одну з вулиць в берлінському районі Обершенвайде.